# Tribus d'Arabie
 (décembre 2019).
Si vous disposez d'ouvrages ou d'articles de référence ou si vous connaissez des sites web de qualité traitant du thème abordé ici, merci de compléter l'article en donnant les références utiles à sa vérifiabilité et en les liant à la section « Notes et références ».
Les tribus d'Arabie sont un ensemble de tribus originaire de la péninsule Arabique.

## Selon la tradition arabe
Une majeure partie de la lignée donnée avant Ma'add ibn Adnan s'appuie sur la généalogie biblique et donc des questions persistent quant à l'exactitude de ce segment de l'origine arabe. D'après les généalogistes arabes du XIVe siècle, les Arabes sont composés de trois types :
- Arabes disparus (arabe : عرب البائدة) : anciens peuples arabes, dont les 'Ad, Thamûd, etc[1].
- Arabes originaux ou Qahtanites (arabe : عرب العاربة) : originaires du sud de l'Arabie et issus de Qahtan.
- Arabes arabisés ou Adnanites (arabe : عرب المستعربة)[1] : issus d'Ismaël qui s'est intégré et assimilé au sein des Jurhum.

Emplacements approximatifs de certains des tribus importantes de la péninsule Arabique à l'aube de l'Islam (environ 600 CE / 50 BH).

Selon al-Tabarî :
« les Arabes se composent de deux populations distinctes : les Ma'addites [descendants de Ma'add, ndlr] et les Qa'htanides. Les habitants de Sabâ et du Yémen sont Qa'htanides, et les Arabes du désert, Ma'addites. »

## Listes des tribus
Voici une liste partielle des tribus d'Arabie.
- Al-Fadhli
- Banu Abbas
- Abdul Qays
- Banu Abd-Shams
- Banu Al-Akhdari
- Banu Abs
- Banu Adi
- Banu Ajlan
- Banu Aqeel
- Ajman
- ʿĀd
- Bani Amir
- Banu Amr
- 'Anazah
- Banu Asad
- Banu Atiyah
- Asir
- Banu Aus
- Al-Awazem
- Banu Awf
- Azd

### B
- Bariq
- Banu Lam
- Bali (tribu)
- Al-Baggara
- Bahila
- Banu Bahr
- Banu Bakr
- Banu Bakr ibn Abd Manat
- Balhareth
- Al Buainain
- Banu Badin
- Banu Chebaniy

### D
- Dawasir
- Al-Dhafeer
- Al-Darod
- Banu Dhubyan

### F
- Al-Farahidi
- Banu Fazara

### G
- Al-Gain
- Ghamid
- Banu Ghassan
- Banu Ghatafan
- Banu Ghazan
- Banu Ghifar
- Bin Ghaith

### H
- Hammyar iraq-Jabr Diab
- Hakami
- Humaydah
- Banu Hothail
- Bani Hamida
- Harb
- Banu Harith
- Banu Hashim
- Al-Hawajir, Al-Hajri, Banu Hajr
- Banu Hilal

### J
- Al-Jaaliyin
- Banu Jabar
- Al-Jiburi
- Banu Jalaf
- Al-Jaidi
- Al-Jiburi
- Banu Judham
- Banū Juhaynah
- Banu Jumah
- Jochem

### K
- Banu Kaab
- Banu Kalb
- Banu Kanz
- Al-Karim
- Kindah
- Kathiri
- Khawaja
- Khawlān
- Banu Khutheer
- Banu Khuthayr
- Bani Khalid
- Al-Khalifa
- Al-Khalili
- Al-Kharusi
- Banu Khash'am
- Banu Khazraj
- Banu Khuza'a
- Banu Kinanah

### L
- Banu Lakhm

### M
- Al-Maadeed
- Mehri
- Banu Makhzum
- Banu Malik
- Al Manaseer
- Banu Mustaliq
- Banu Mustafa
- Banu Muttalib
- Mutayr
- Maqil

### N
- Al-Nabhani
- Banu Nadir
- Banu Najjar
- Banu Nawfal
- Al-Noman

### Q
- Banu Qays
- Banu Qaynuqa
- Banu Quda'a
- Banu Qahtan
- Quraysh
- Banu Qurayza
- Qedarites

### R
- Banu Rabi'ah
- Bani Rasheed

### S
- Saba'
- Al-Saeed
- Banu Sa'ida
- Sayyid
- Banu Sahm
- Banu Salama
- Salihides
- Al-Salti
- Shahran(tribu)
- Al-Shabeeb
- Shammar
- Bani Shehr
- Shuraif
- Banu Shutayba
- Subay'
- Al-Suwaidi
- Banu Sulaym

### T
- Banu Taym
- Banu Taghlib
- Banu Tamim
- Thamud
- Tanukhides

### U
- Alobeid
- Banu Udhrah
- Banū Umayyah
- 'Utaybah (عتيبة)
- Bani Utbah (بنو عتبة)

### Y
- Banu Yam
- Yafa

### Z
- Zahran
- Banu Zahra
- Banu Zuhrah
- Banu Zayd

## Généalogies

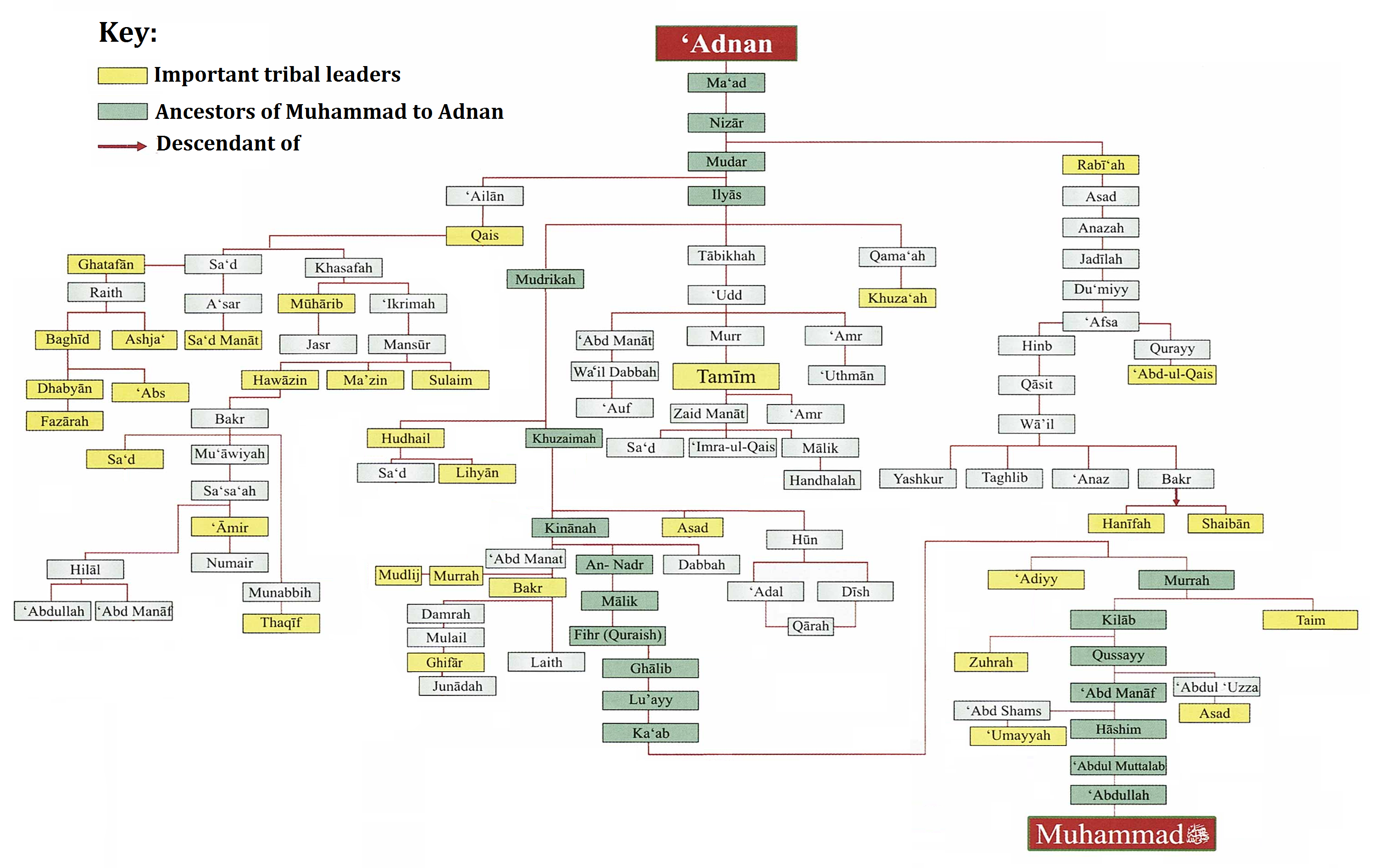
Banu Adnan
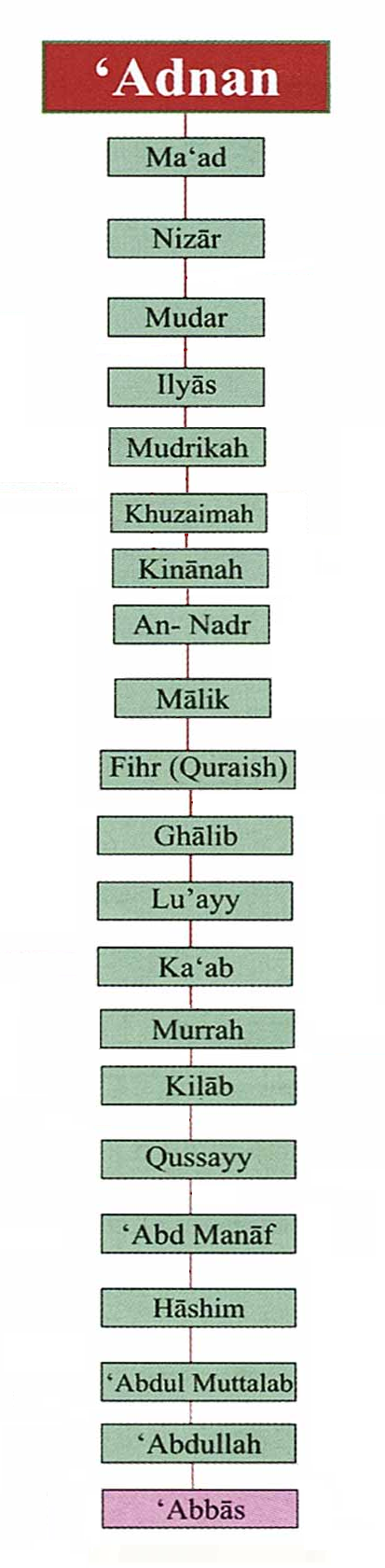
Banu Abbas
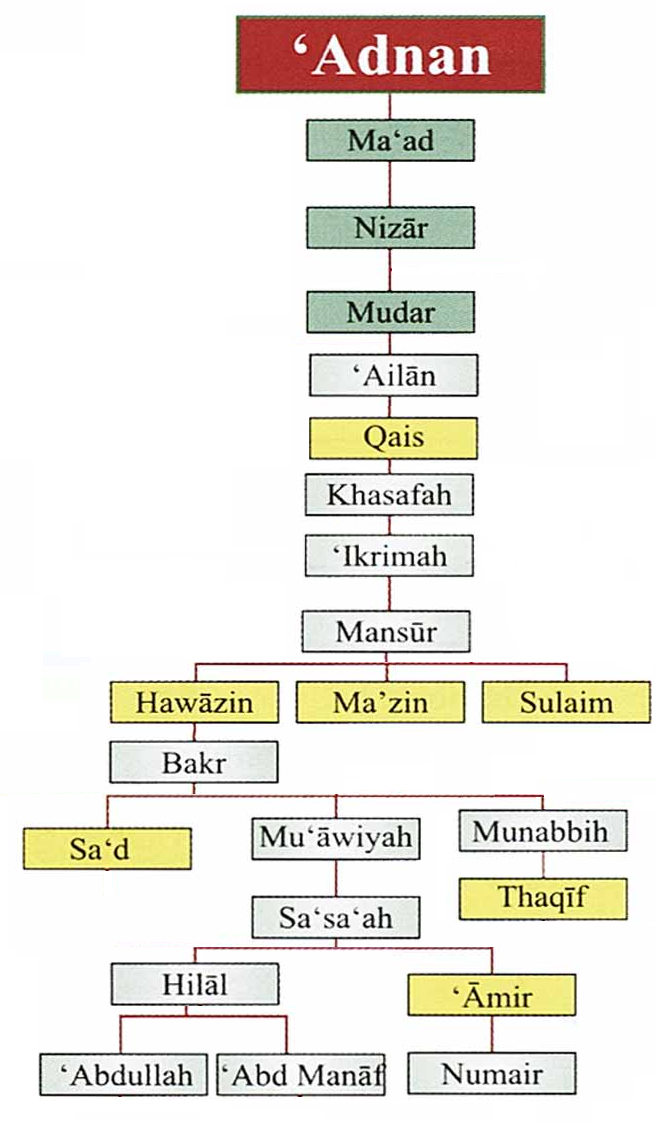
Banu Hawazin
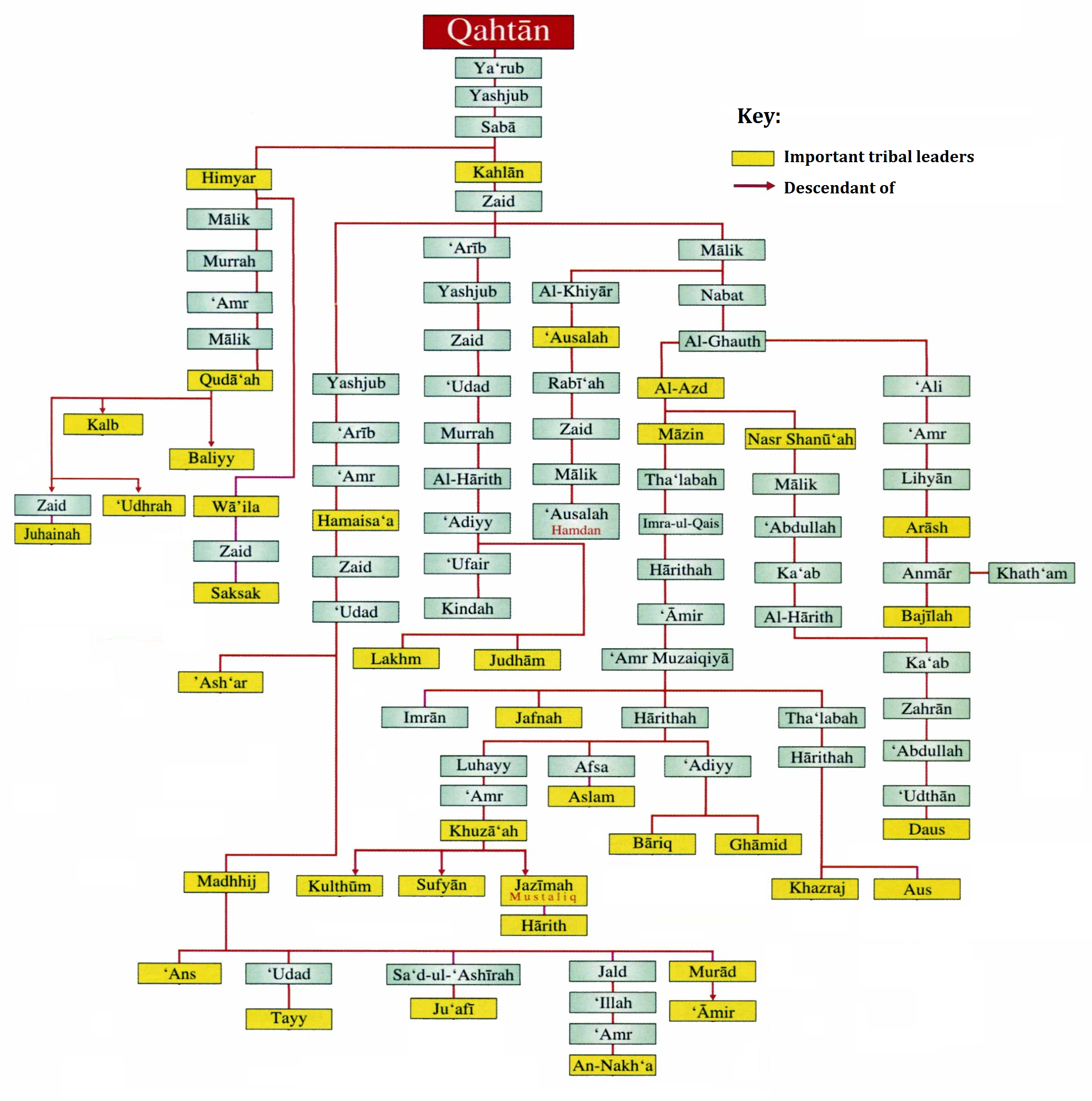
Qahtanites
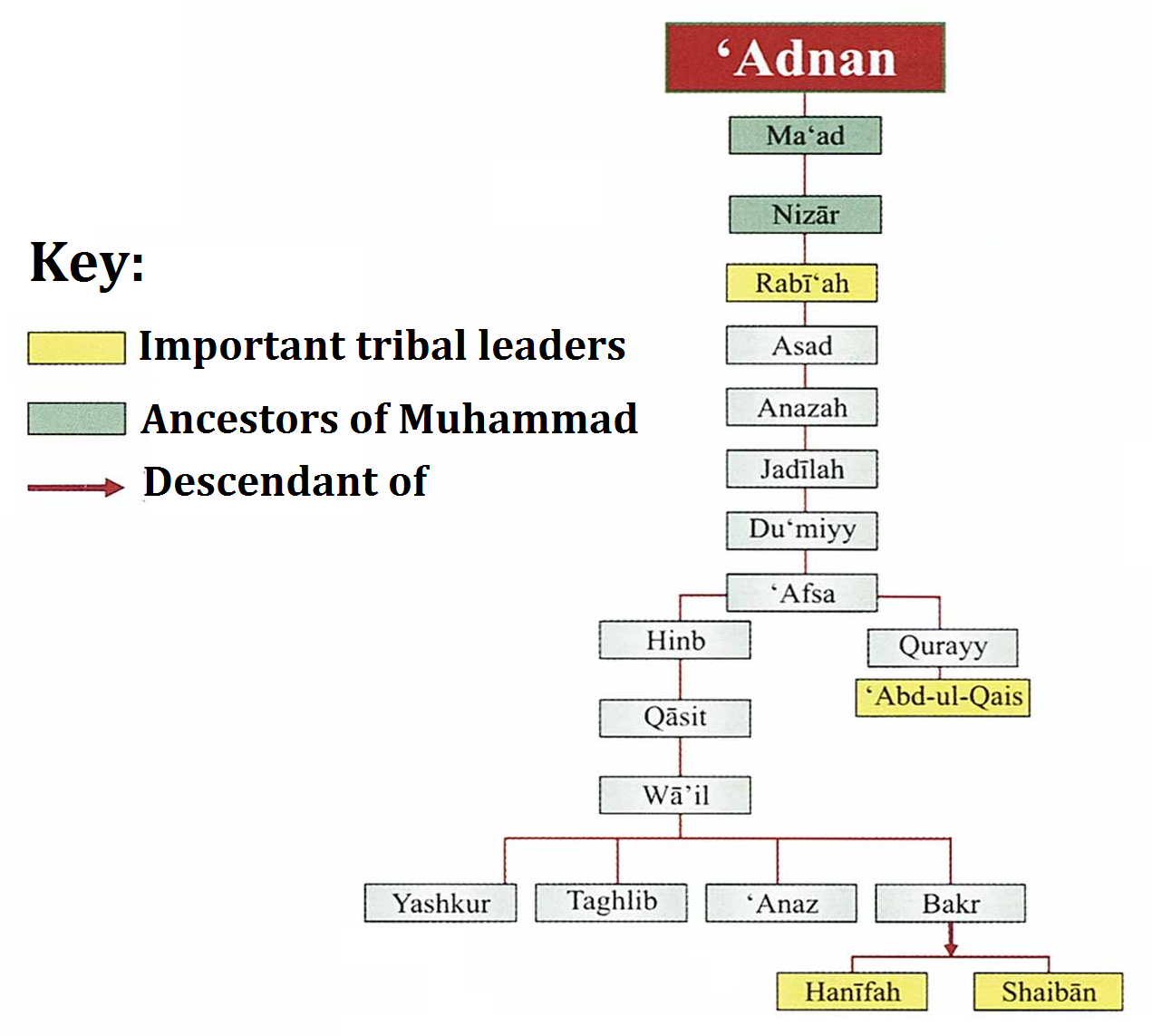
Banu Rabi'ah

#### Notions
- Famille, Clan, Tribu, Ethnie, Peuple, Nation, État
- Ethnogenèse, Ethnohistoire
- Anthropologie historique
- Noms de personnes en arabe
- Arbre généalogique de Mahomet